# Mesoeucrocodylia
Los mesoeucrocodilios o mesoeucocodrilios (Mesoeucrocodylia) son un clado de arcosaurios crurotarsianos cocodriloformos que aparecieron a finales del Período Triásico en el Carniense hace 228 millones de años, hasta el presente, alcanzando una distribución cosmopolita. Este clado fue erigido para reemplazar al grupo parafilético Mesosuchia, siendo definido como el clado más inclusivo que contiene el Crocodylus niloticus (Laurenti, 1768) pero no a Protosuchus richardsoni (Brown, 1933).  
Era bien sabido que Mesosuchia era un grado evolutivo, una hipótesis confirmada por el  análisis filogenético de Benton y Clark, 1988 que demostrara que Eusuchia (que contiene a los cocodrilos actuales) fue jerarquizado dentro de Mesosuchia. Al no aceptar los grupos parafiléticos, los autores remplazaron Mesosuchia por Mesoeucrocodylia.

## Características
Varias características anatómicas diferencian a los mesoeucrocodilios de otros clados de cocodrilomorfos. Los  huesos frontales del cráneo están fundidos en un solo elemento compuesto, por ejemplo. Los mesoeucocodrilios poseen un paladar secundario, formado por la extensión posterior de la sutura palatina. La apertura ótica de los miembros de este clado está bloqueada posteriormente por el hueso escamoso.

## Clasificación
- Clado Mesoeucrocodylia
- Familia Hsisosuchidae †
- Suborden Thalattosuchia †
- Suborden Metasuchia* †
- Familia Atoposauridae
- Orden Crocodilia
  - Superfamilia Gavialoidea
    - Familia Gavialidae

  - Superfamilia Crocodyloidea
    - Familia Mekosuchidae †
    - Familia Crocodylidae

  - Superfamilia Alligatoroidea
    - Familia Nettosuchidae †
    - Familia Alligatoridae

### Filogenia
```
     o 
Mesoeucrocodylia

     |--
Thalattosuchia

      `--+--
Notosuchia

         `--+-
Sebecia

            `--o 
Neosuchia

               |--
Atoposauridae

               `--+--+--
Pholidosaurus

                  |  `--+--
Dyrosauridae

                  |     `--+--
Sarcosuchus

                  |         `--
Terminonaris

                  `--+--
Goniopholididae

                     `--+--
Bernissartia

                         `--
Eusuchia
```